# 鴨川警察署
鴨川警察署（かもがわけいさつしょ）は、千葉県警察が管轄する警察署の一つである。

## 管轄区域
- 鴨川市

## 所在地
- 千葉県鴨川市横渚1465番地

## 庁舎概要
鴨川警察署庁舎
- 竣工年 : 1973年
- 延床面積 : 918m²
- 構造/規模 : RC造、地上2階

## 沿革
- 1877年（明治10年）：前原警察署として発足
- 1889年（明治22年）：鴨川警察署に改称
- 1973年（昭和48年）：現庁舎完成

## 交番
- 鴨川駅前交番（鴨川市横渚941-2）

2007年（平成19年）4月1日の交番再編により天津小湊交番は天津駐在所となった

## 駐在所
- 江見駐在所（鴨川市西江見95-2）
- 大山駐在所（鴨川市金束34-1）
- 小湊駐在所（鴨川市内浦343-6）
- 西条駐在所（鴨川市八色1265-1）
- 主基駐在所（鴨川市成川33-3）
- 東条駐在所（鴨川市広場1327-1）
- 太海駐在所（鴨川市太海1855番地11）
- 吉尾駐在所（鴨川市松尾寺446-2）
- 天津駐在所（鴨川市天津2222-5）